# Spongiosperma longilobum
Spongiosperma longilobum är en oleanderväxtart som först beskrevs av Markgr., och fick sitt nu gällande namn av James Lee Zarucchi. Spongiosperma longilobum ingår i släktet Spongiosperma och familjen oleanderväxter. Inga underarter finns listade i Catalogue of Life.